# Biały tydzień
Biały tydzień – w tradycji katolickiej okres oktawy komunijnej, która symbolizować ma szczególne przygotowanie do przyjęcia sakramentu Eucharystii i świadomego uczestnictwa w mszy, a jednocześnie jest symbolem duchowej czystości. Siedmiodniowy okres oktawy odbywa się w podobnym nastroju jak sama uroczystość pierwszej komunii więtej, wciąż obowiązują komunijne stroje, a oprawa mszalna zbliżona jest do przebiegu mszy komunijnej.
Okres białego tygodnia służyć ma wyciszeniu i wspomagać pełne przeżywanie sakramentu Eucharystii. Wywodzi się z tradycji pierwszych chrześcijan, gdy nowi członkowie Kościoła przez tydzień nosili białe szaty na znak swojego zjednoczenia z Chrystusem.